# Wendelstein (berg)
Wendelstein är en bergstopp i bayerska Alperna som går upp till 1 838 meter över havet.
På berget finns flera byggnader, bland annat en liten kyrka (Wendelsteinkircherl), ett kapell på toppen, ett observatorium, en väderstation och en radiosändare som tillhör Bayerischer Rundfunk. Lite nedanför toppen finns en restaurang och två stationer för en kabinbana respektive en kuggstångsbana. Besökare använder på sommaren en utbyggd vandringsled till toppen. Under vintern är vägen avstängd och personalen på anläggningarna når toppen genom en hiss och en tunnel i berget.
Inte långt från kuggstångsbanans bergstation ligger en grotta med några droppstensformationer.
På vintern är två skidliftar i drift som gör ett mindre skidområde tillgänglig. Området är ganska brant och rekommenderas inte för nybörjare.

## Wendelsteinkircherl
Den 1 juli 1889 lades grundstenen för Wendelsteinkyrkan på en klipprygg hundra meter nedanför bergstoppen. Den 20 augusti 1890 invigdes den högst belägna kyrkan i Tyskland. Den är tillägnad Patrona Bavariae (Bayerns skyddshelgon, Jesu mor Maria) och är annexkyrka i Brannenburgs Marie himmelsfärds pastorat i ärkestiftet München och Freising. Wendelsteinkircherl är oomstritt Tysklands högst belägna kyrka – alla högre belägna gudstjänstlokaler (till exempel det 1981 invigda Zugspitz-kapellet) är i kyrkorättsligt hänseende ingen kyrka, utan blott ett kapell. Under sommaren äger mässor och vigslar rum regelbundet i bergskyrkan.
Ibland kallas Wendelsteinkyrkan också kapell eller Wendelstein-Kapelle – det är inte bara i kyrkorättsligt hänseende fel, utan vilseledande, då det i närheten av kyrkan faktiskt finns ett Wendelsteinkapell. Det är helgat till den helige Wendelin och står alldeles på bergstoppen. Bergstoppskapellet, en liten träbyggnad, är betydligt äldre än kyrkan; redan i början av 1800-talet berättas det om det.

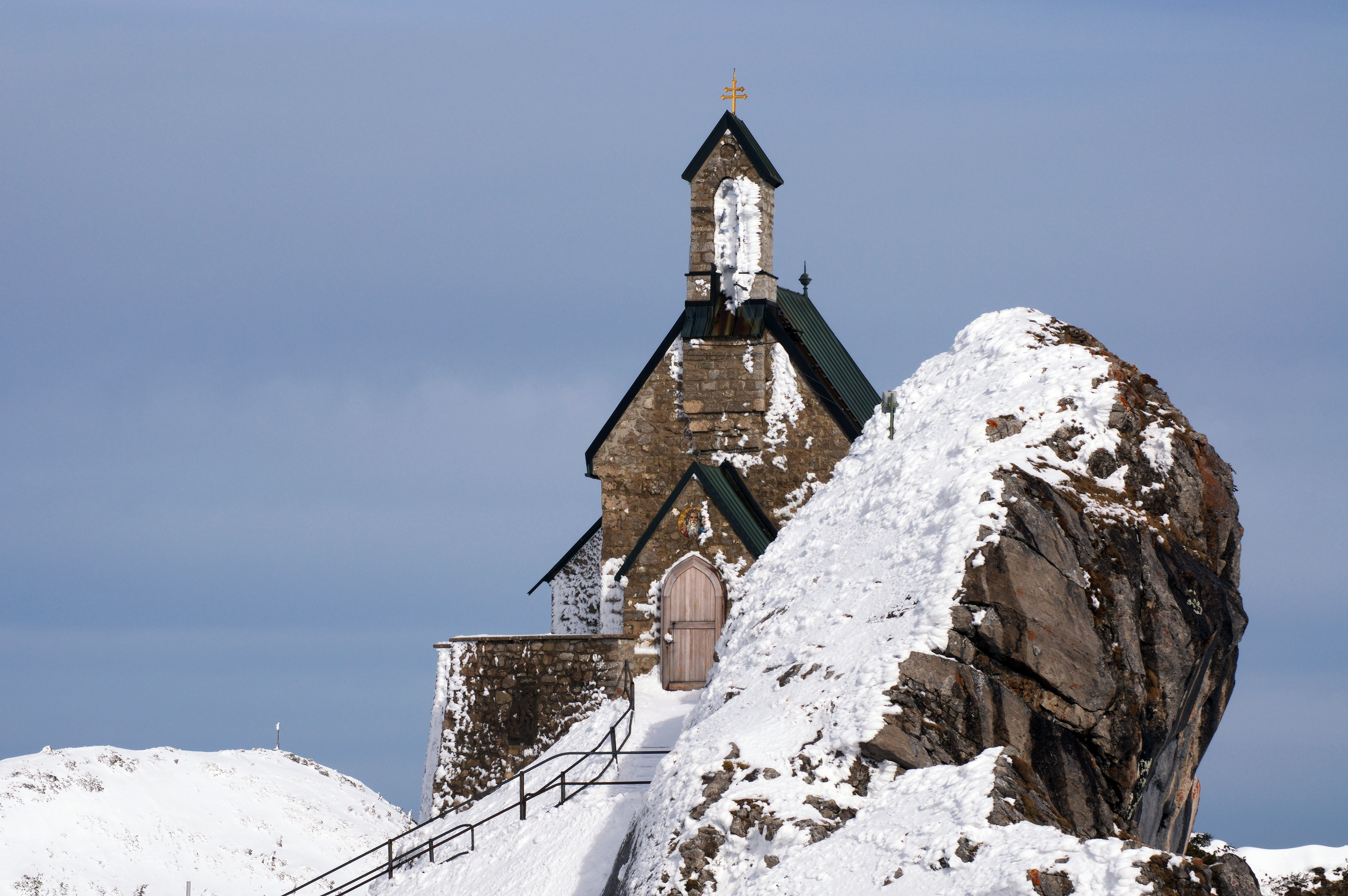
Kyrkan Wendelsteinkircherl
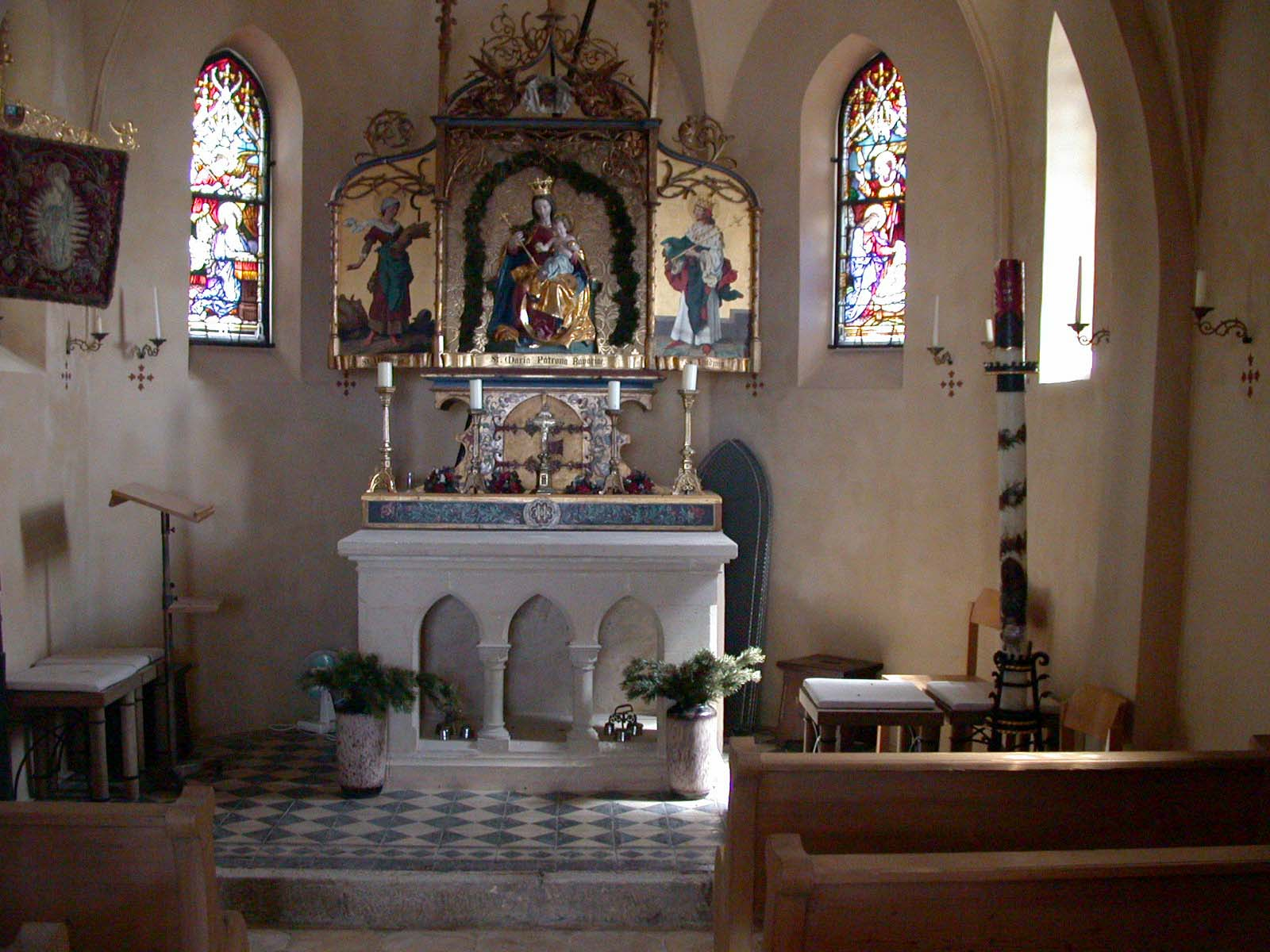
Altare